# Hollywood Foreign Press Association
Hollywood Foreign Press Association (HFPA) är en organisation bestående av 86 filmjournalister från icke-amerikansk press och media som har amerikansk film och Hollywood som sitt bevakningsområde.  Gruppen är kanske mest känd för Golden Globe Awards – ett prestigefullt filmpris som gruppen både har instiftat och är arrangörer av. HFPA beslutar om Golden Globe-nomineringar och röstar fram vinnarna vid en särskild ceremoni varje år. 

## Bakgrund
HFPA grundades 1943 av en korrespondent för brittiska Daily Mail. Det främsta syftet med HFPA var och är att förbättra spridningen av nordamerikanska filmnyheter, och från 1950-talet även TV-händelser, utanför USA och Kanada. Ambitionen är också att genom det nätverk HFPA utgör höja kvaliteten på de icke-amerikanska journalisternas och reportrarnas reportage, dokumentärer och fördjupningar i amerikansk film och TV. Filmjournalisterna är knutna till medieföretag i Europa, Asien, Latinamerika, Afrika och Oceanien, dvs utanför Angloamerika. 
Gruppen har av bl.a. The New York Times kritiserats för att vara en exklusiv klubb som sällan accepterar mer än en ny medlem om året. Varje enskild medlem av HFPA har rätt att lägga in sitt veto mot att föreslagna medlemmar antas, vilket fört med sig att medelåldern är ganska hög och klimatet tämligen konservativt. The New York Times skriver att "HFPA representerar inte de internationellt sett mest kända och respekterade tidningarna, som exempelvis franska Le Monde eller brittiska The Times. Organisationen har upprepade gånger förkastat ansökningar från Le Monde, och i stället tagit emot ansökningar från frilansande journalister från Bangladesh och Sydkorea. 